# Inbox by Gmail
Inbox by Gmail war ein E-Mail-Onlinedienst des US-amerikanischen Unternehmens Google LLC, der die Verwaltung von E-Mails, Terminen und Aufgaben ermöglichte.

## Geschichte
Der Dienst wurde am 22. Oktober 2014 als Beta-Version angekündigt. Der Zugang war nur über eine persönliche Einladung von anderen Nutzern möglich oder alternativ konnte auch eine „Einladung“ direkt vom Anbieter angefordert werden. Seit dem 28. Mai 2015 war Inbox für alle Nutzer mit einem Google-Konto verfügbar. Am 2. April 2019 hat Google den Dienst abgeschaltet.

## Funktionen
Inbox bot eine App für Android und iOS. Zudem war der Zugriff auf den Dienst auch via Webbrowser möglich.
Laut Anbieter wurde der Dienst auf Basis der Erfahrungen mit dem hauseigenen Dienst Gmail entwickelt und bot deshalb mehr als klassische E-Mail-Funktionen und stellte somit eine Alternative zum Gmail-Dienst dar. So wurden E-Mails automatisch in Kategorien, wie z. B. Reisen, Finanzen und Werbung, eingeordnet. In der E-Mail-Liste wurden Bestellstatus, Reservierungsdetails und Bilder angezeigt, ohne die Nachrichten öffnen zu müssen. Zudem konnten Aufgaben mittels Erinnerungen im Posteingang verwaltet werden.
Seit dem 9. August 2016 wurden zudem Nachrichten von GitHub, Trello und Google Alerts im Posteingang gruppiert.